# الحزب الوطني في نيوزيلندا
الحزب الوطني في نيوزيلندا (بالإنجليزية: New Zealand National Party )‏ هو حزب سياسي نيوزلندي، أسس في 14 مايو 1936، يقع مقره في ويلينغتون.

## معرض صور

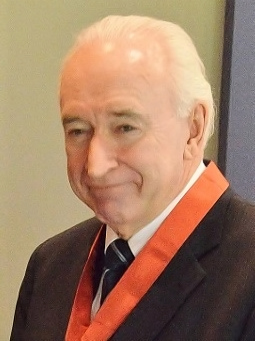
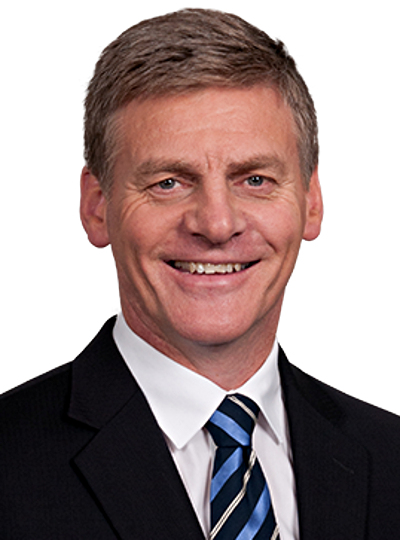
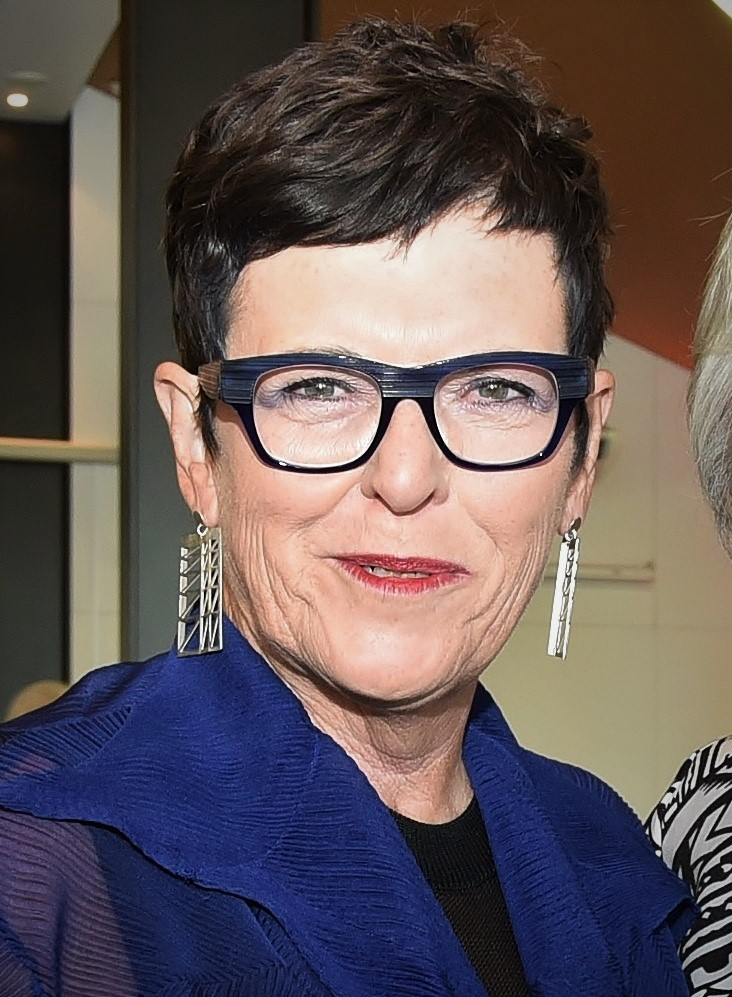
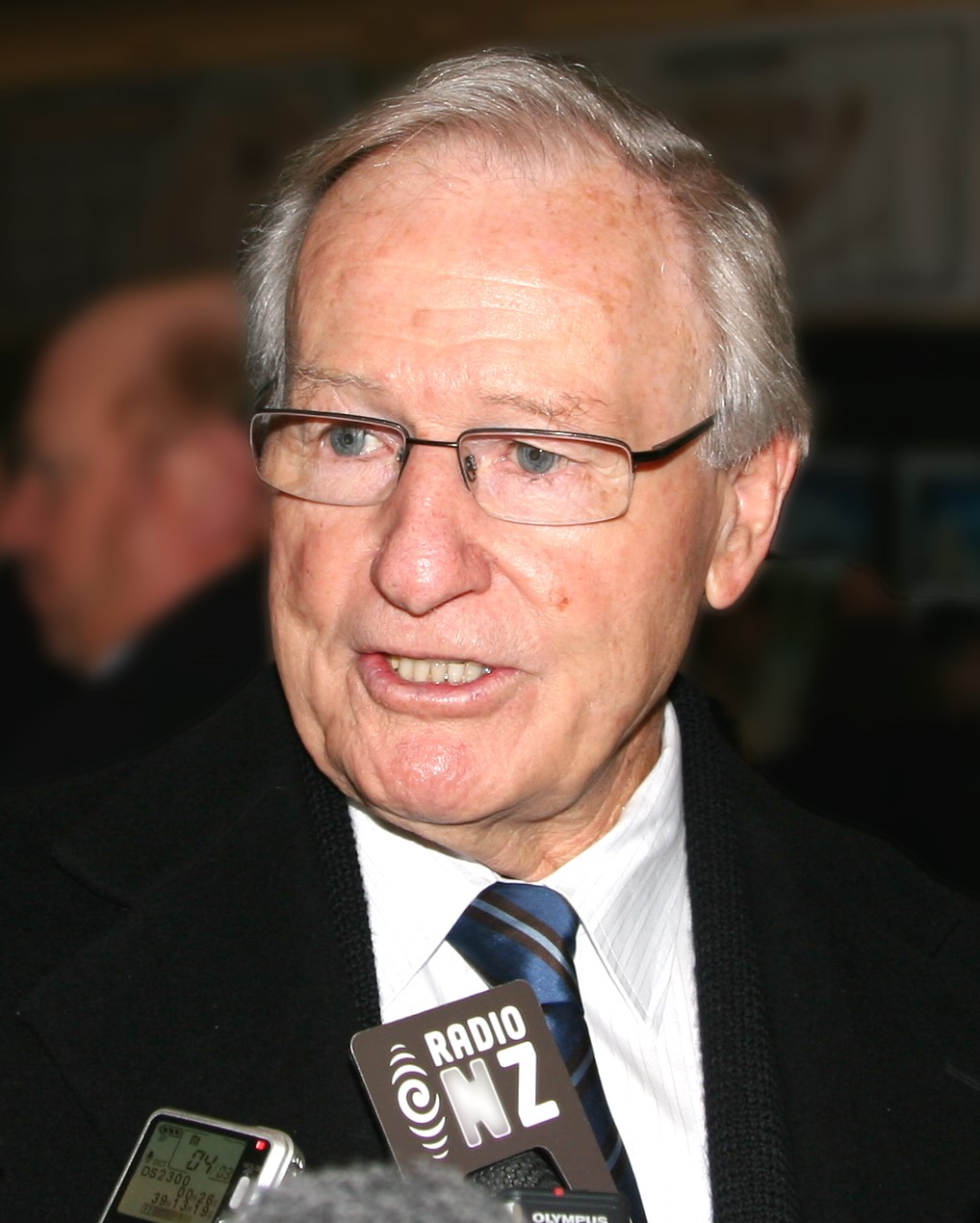
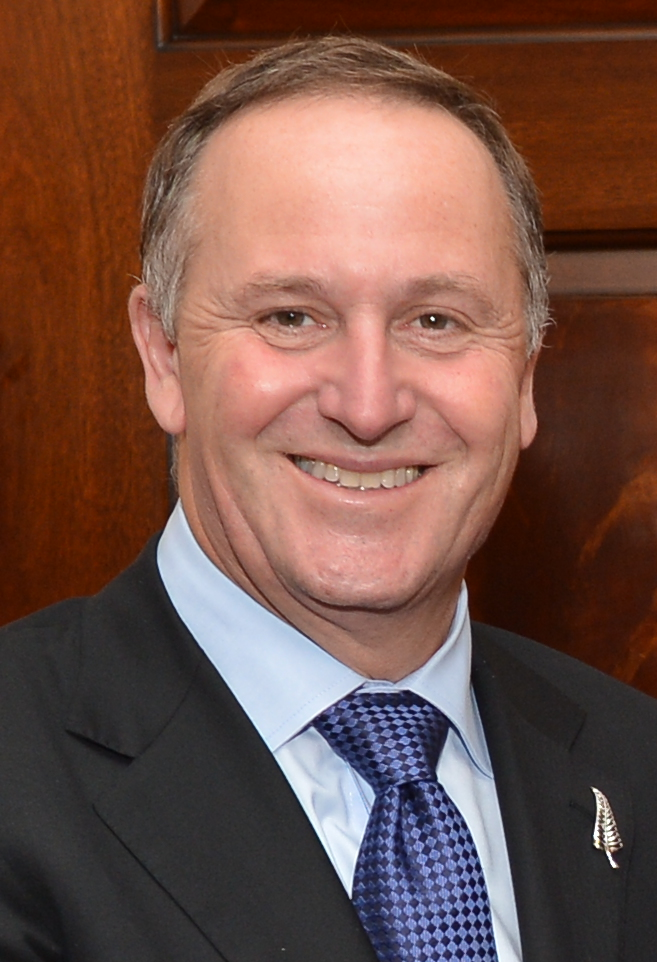
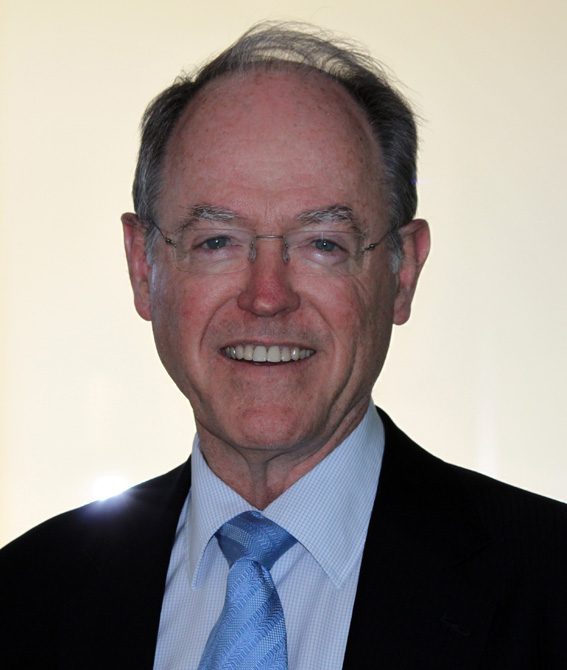

## أعضاء بارزون
- كود سباركل
- تحديث القائمة

- جون كي
- بيل إنجليش
- جيني شيبلي
- جيم بولغر
- مارلين ويرينغ
- Keith Holyoake
- Robert Muldoon
- دون مكينون
- سيدني هولاند
- جورج فوربس (سياسي نيوزلندي)